# Cmentarz Kleparowski
Cmentarz Kleparowski – cmentarz w północno-zachodniej części Lwowa, w dzielnicy Kleparów, w rejonie szewczenkowskim, przy ulicy Wasyła Jeroszenki (dawniej Pilichowska).
Stary cmentarz na Kleparowie zajmował niewielki teren przy ulicy Wszystkich Świętych (obecnie Wasyła Mowy), ale już w pierwszej połowie XIX wieku zaprzestano na nich pochówków. Na początku XX wieku był opuszczony, a obecnie nie ma po nim śladu. Nowy cmentarz powstał na tzw. Gruntach Pilichowskich, zastąpił on stary cmentarz. Początkowo służył pochówkom tylko mieszkańców Kleparowa, ale podczas obrony Lwowa dokonywano tam pochówków poległych podczas walk na Kortumowej Górze. Poza mogiłami Polaków chowano tam również Strzelców Siczowych. Po wysiedleniu polskich mieszkańców Lwowa nekropolia uległa zapomnieniu, ponieważ chowano tam ludzi niezamożnych toteż mogiły ziemne i drewniane krzyże uległy zniszczeniu. W latach 60. władze miasta nakazały splantowanie tego terenu i posadzenie topolowego zagajnika. Po uzyskaniu przez Ukrainę niepodległości na mogile Strzelców Siczowych usypano niewielki kopiec i postawiono krzyż, a w pobliżu wybudowano małą kapliczkę. Pozostały teren jest trawnikiem, na którym rosną topole.